# Riedried
Das Naturschutzgebiet Riedried liegt südwestlich von Wörth am Rhein im Landkreis Germersheim, Rheinland-Pfalz. Es wurde am 24. Oktober 1984 unter Schutz gestellt und umfasst eine Fläche von etwa 25,43 Hektar.

## Lage und Landschaft
Das Riedried befindet sich im Osten des Bienwalds in der Gemarkung Büchelberg, einem Ortsteil von Wörth am Rhein. Westlich des Gebiets verläuft die Kreisstraße K 19, während die B 9 und die A 65 in der näheren Umgebung liegen.

## Schutzzweck
Schutzzweck ist die Erhaltung des natürlichen Schwarzerlenbruchs und des darin eingelagerten Niedermoores, sowie einer Wiese als Standort seltener Pflanzen und Pflanzengesellschaften, inklusive der an diese Lebensräume gebundenen seltenen und in ihrem Bestand bedrohten Tierarten.